# Strausberg
Ej att förväxla med stadsdelen Straussberg (tyska: Straußberg) i Sondershausen, Thüringen.
Strausberg är en stad i Tyskland, belägen i länet Landkreis Märkisch-Oderland i förbundslandet Brandenburg. Staden ligger i östra delen av Storstadsregionen Berlin-Brandenburg, omkring 30 km öster om centrala Berlin. Orten är säte för Tysklands arméledning och var tidigare säte för Östtysklands arméledning.

## Geografi
Strausberg ligger på Barnimplatån nordost om Berlin i ett sjö- och skogrikt landskap, format under den senaste istiden.  Väster om staden finns två tunneldalar som bildar långsmala sjösystem i nord-sydlig riktning.
Stadens centrum ligger på den östra stranden av sjön Straussee, och hela tätortsbebyggelsen bildar ett långsmalt, omkring 3 km brett och 15 km långt band från de norra förorterna till järnvägsstationen söder om staden.  Delar av stadsdelen Hohenstein tillhör naturreservatet Naturpark Märkische Schweiz.

### Administrativ indelning
Strausberg indelas i stadsdelarna 
- Strausberg (i väst) och
- Gladowshöhe (i öst)
- Hohenstein (i öst)
- Ruhlsdorf (i öst)

### Angränsande kommuner
Strausberg gränsar till
- västerut och norrut: staden Altlandsberg
- åt nordost: Oberbarnim
- österut: staden Buckow
- österut: Garzau-Garzin
- åt sydost: Rehfelde
- söderut: Rüdersdorf bei Berlin
- åt sydväst: Petershagen/Eggersdorf

## Historia

### Stadens grundande och medeltidshistoria

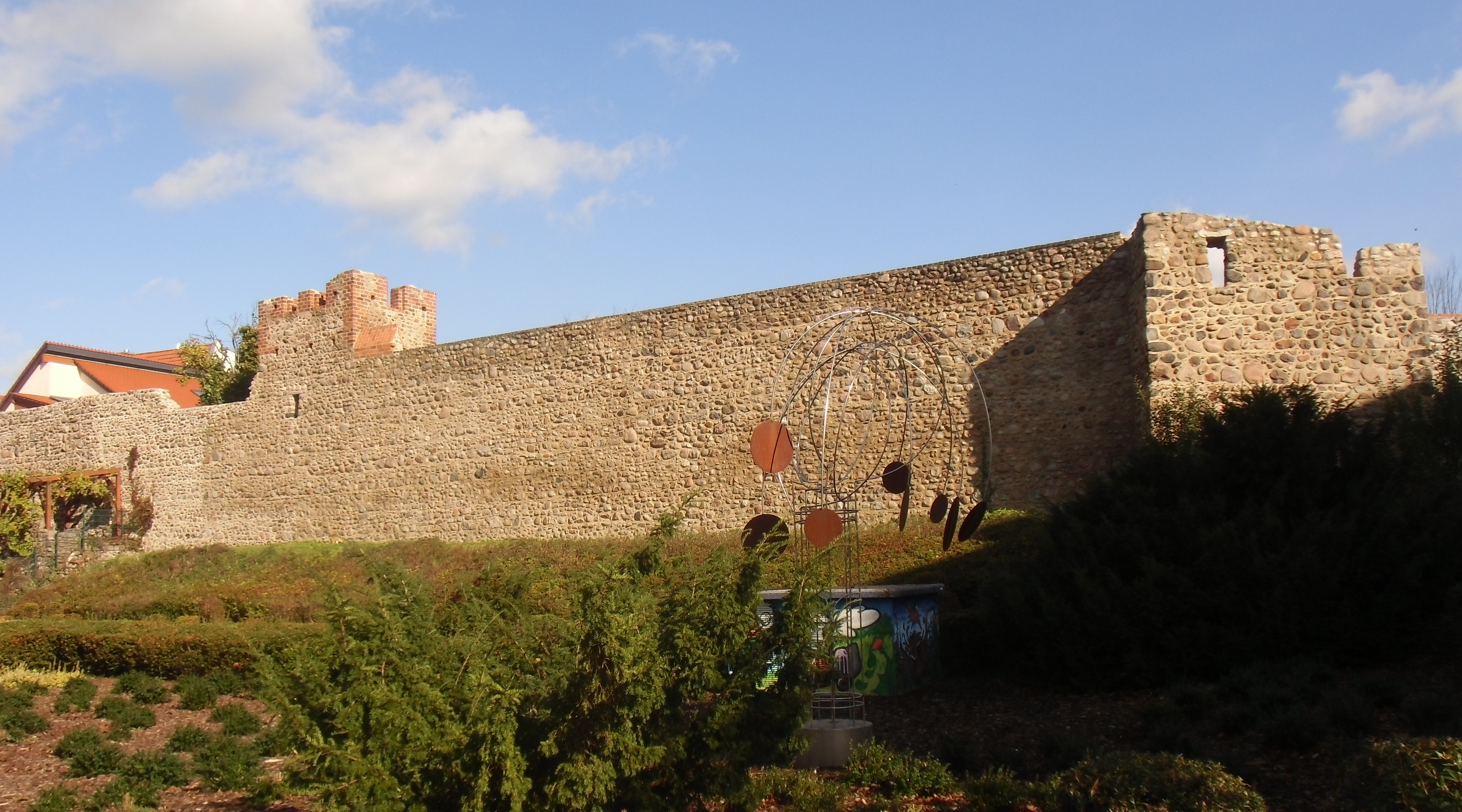
Stadsmuren

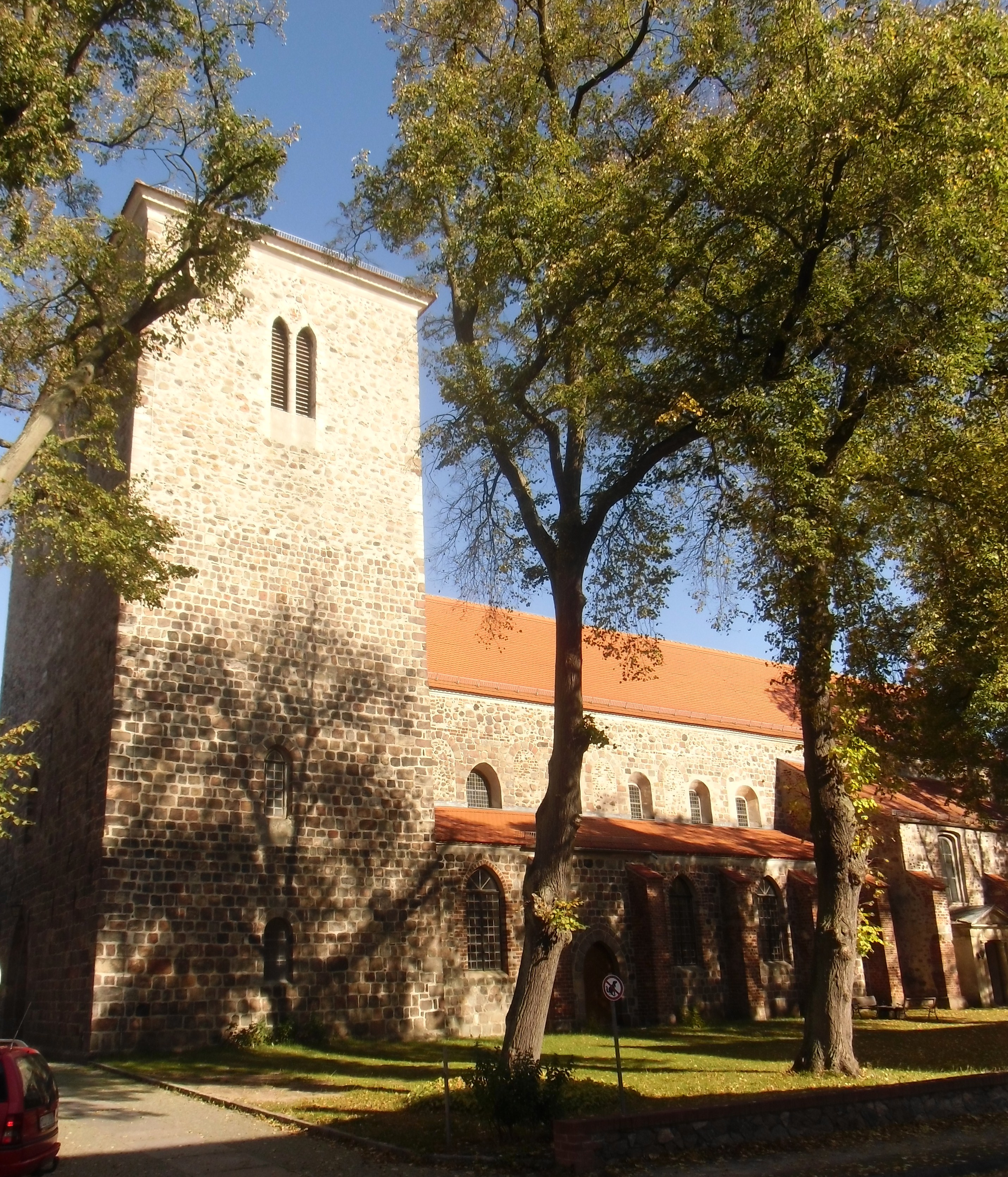
Mariakyrkan

De tidigaste arkeologiska spåren av bosättningar i området härrör från bronsåldern och från omkring år 600 till år 1200 bodde västslaver i området.
En borg byggdes intill Straussee omkring 1225, och en bosättning och marknad vid nuvarande Lindenplatz uppstod vid denna tid.  1240 fick staden stadsrättigheter, och omkring 1254 uppfördes stadsmuren, som fortfarande är delvis bevarad.  Muren var ursprungligen 1600 meter lång och byggdes av stenblock, med 24 Wikhäuser (utskjutande försvarsbyggnader i trä).
Stadens äldsta byggnad, Mariakyrkan, härstammar i sina äldsta delar också från mitten av 1200-talet.  Den är en av de största bevarade 1200-talskyrkorna i Brandenburg och utgör idag stadens protestantiska församlingskyrka, tillika stadens högsta byggnadsverk.  Kyrkan är uppförd i sten, i form av en treskeppig basilika i tidig gotisk stil.
Markgreven Otto III av Brandenburg grundade 1252 ett dominikankloster i Strausberg, där han också 1267 begravdes.
Vid Lindenplatz fanns den medeltida Nikolaikyrkan, som revs 1772. Utanför staden vid dagens Lustgarten fanns en spetälskekoloni och ett pesthospital, samt Georgskapellet och en kyrkogård.
Det första rådhuset uppfördes 1339.  Digerdöden härjade i staden 1348, i samband med att staden ockuperades av Pommern och pretendenten till markgrevskapets krona, den "falske Valdemar". I samband med detta förlorade staden sin rättigheter och egendom, och återfick dessa först 1354 av markgreven och hertigen Ludvig V av Bayern, då den falske Valdemar avslöjats.
Åren 1393 till 1399 ingick staden ett försvarsförbund med flera närbelägna städer för att skydda sig från plundringar av rovriddare.  I samband med husiternas fälttåg 1432 stormades staden och förstördes delvis.

### Från reformationen till Napoleonkrigen

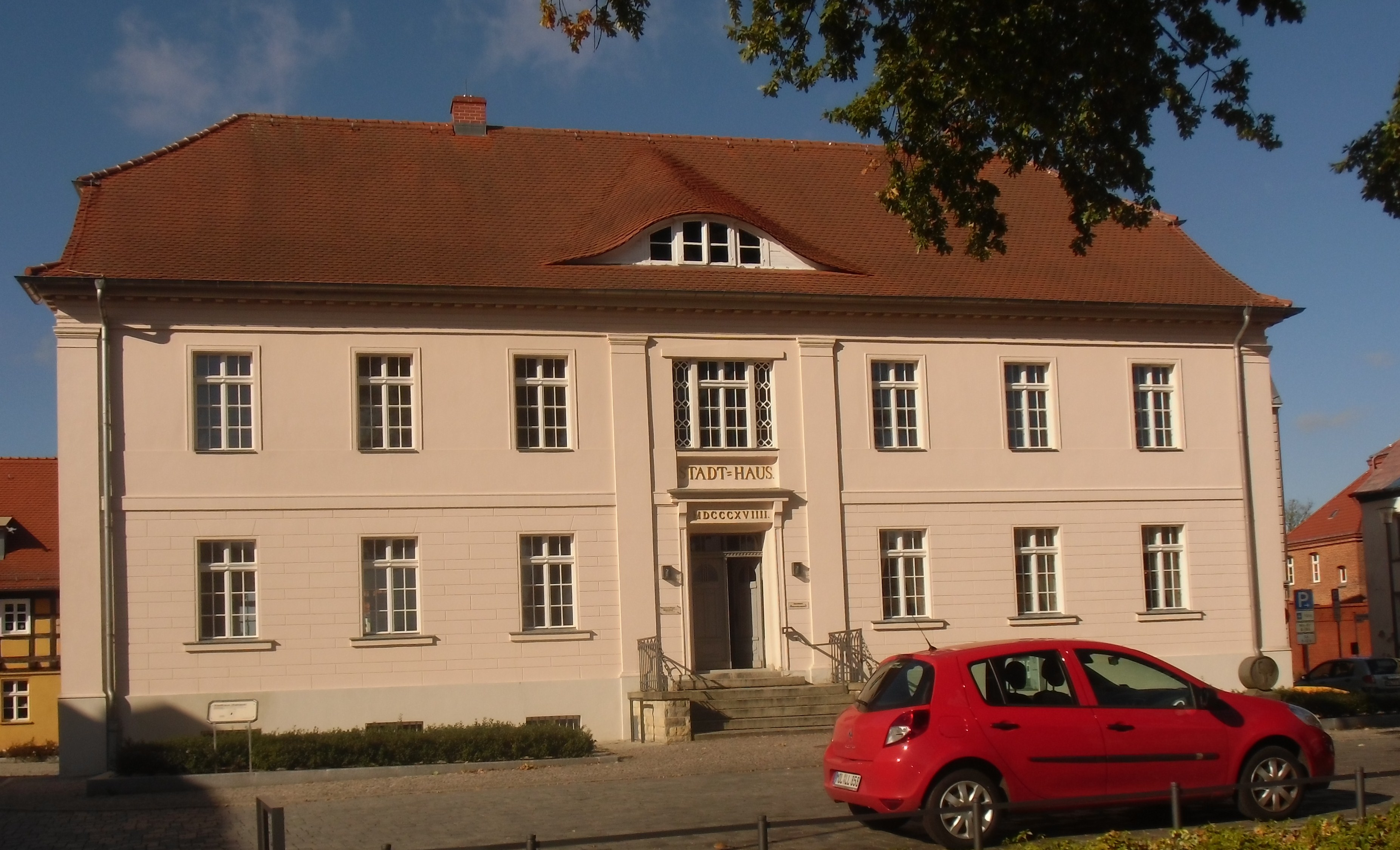
Gamla rådhuset, uppfört 1819-1825. Byggnaden används idag bland annat som vigsellokal.

Reformationens införande ledde 1541 till dominikanklostrets upplösning och konfiskering av klostrets egendom av kurfursten.  Mellan 1549 och 1598 härjade pesten flera gånger i staden, och bland de hundratals dödsoffren i staden fanns även historikern Andreas Angelus, stadens kyrkoherde.
Under trettioåriga kriget besökte härföraren Wallenstein Strausberg vid ett flertal tillfällen 1626-1627. 1631 blev staden mönstringsplats för den svenska armén.  Den 12 november 1633 erövrades och plundrades staden svårt av kejserliga trupper, och 1638 hade staden endast 32 bofasta familjer. 1643 uppmanades andra städer i Brandenburg av kurfursten Fredrik Vilhelm I att skänka hjälp till Strausberg, för att hindra staden från att helt överges.  Sedan 1714 är staden garnisonsstad, och här stationerades med tiden flera kompanier från det preussiska 23:e infanteriregementet.
Klosterbyggnaden omvandlades 1772 till stadens skola, och 1792 byggdes ett fattighus på platsen.
Det medeltida rådhuset revs 1805.  På grund av Napoleonkrigen, då trupper från Strausberg deltog, försenades nybyggnationen av rådhuset till 1820.  1809 valdes stadens första stadsfullmäktige, som i sin tur valde borgmästaren och stadens styrande råd. Den judiska församlingen, vars historia i staden går tillbaka till 1300-talet, lät 1817 uppföra en synagoga.

### Industrialiseringen

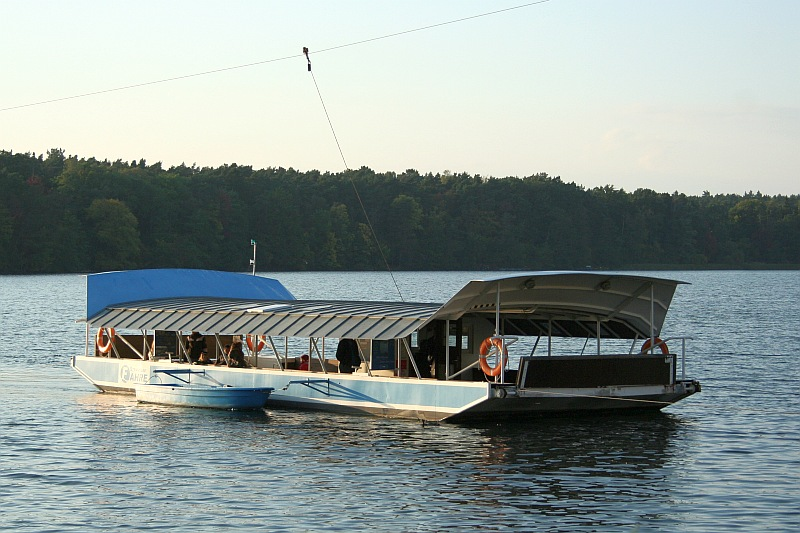
Eldriven färja vid Straussee.

År 1867 öppnades Strausbergs järnvägsstation, på den preussiska östra stambanan från Berlin mot Küstrin och vidare mot Königsberg.   Stadens postkontor uppfördes 1890. År 1893 öppnades en smalspårig järnväg genom Strausberg som anslöt till stadens järnvägsstation.  Sedan 1894 finns en färja över Straussee, som drivs elektriskt med en fritt upphängd kontaktledning sedan 1914.
Under början av 1900-talet uppfördes flera skolor och stadens folkbibliotek.  Hembygdsmuseet grundades 1908.
År 1921 elektrifierades stadsbanan genom staden och omvandlades till elektrisk spårväg.  Den 27 juni 1922 genomfördes en generalstrejk i Strausberg, med anledning av mordet på utrikesministern Walther Rathenau.

### Under Nazityskland 1933-1945
1938 förstördes stadens synagoga och judiska kyrkogård av nazister i samband med Kristallnatten.  Staden fick under 1930-talet en rustningsindustri, och 1935 öppnades en ammunitionsfabrik, där tvångsarbetare tillhörande koncentrationslägret Sachsenhausen arbetade från 1941 under andra världskriget.  Luftwaffe anlade 1935 ett flygfält 2 km öster om staden, som blev flygflottilj 1939. I samband med Slaget om Berlin 1945 flydde större delen av stadens befolkning dagarna 19-20 april undan den framryckande Röda armén, och staden ockuperades 21 april.  Majoriteten av stadens befolkning återvände under de följande månaderna.

### Sovjetisk ockupation och DDR-epoken 1945-1990
Den 31 oktober 1948 invigdes den förlängda sträckningen för Berlins pendeltåg till Strausbergs station, och 1955-56 förlängdes sträckan ytterligare till stationen Strausberg Nord och byggdes om till drift med strömskena.
År 1952 blev staden residensstad i den nybildade Kreis Strausberg i Bezirk Frankfurt (Oder) i DDR.  Från 1954 var Kasernierten Volkspolizei, föregångaren till Östtysklands försvarsministerium, förlagd till Struzberg-kasernerna i norra Strausberg, och omvandlades 1956 till Ministerium für Nationale Verteidigung, MfNV, generalstaben och ledningen för Nationale Volksarmee.  Från 1957 var även Östtysklands luftförsvarsledning stationerad vid Barnim-kasernerna söder om staden.
Under 1960-talet påbörjades det statliga bostadsbyggnadsprogrammet i Strausberg.  I november 1989 demonstrerade omkring 15 000 personer i Strausberg för demokratiska rättigheter, i samband med den fredliga revolutionen.

### Sedan Tysklands återförening 1990-

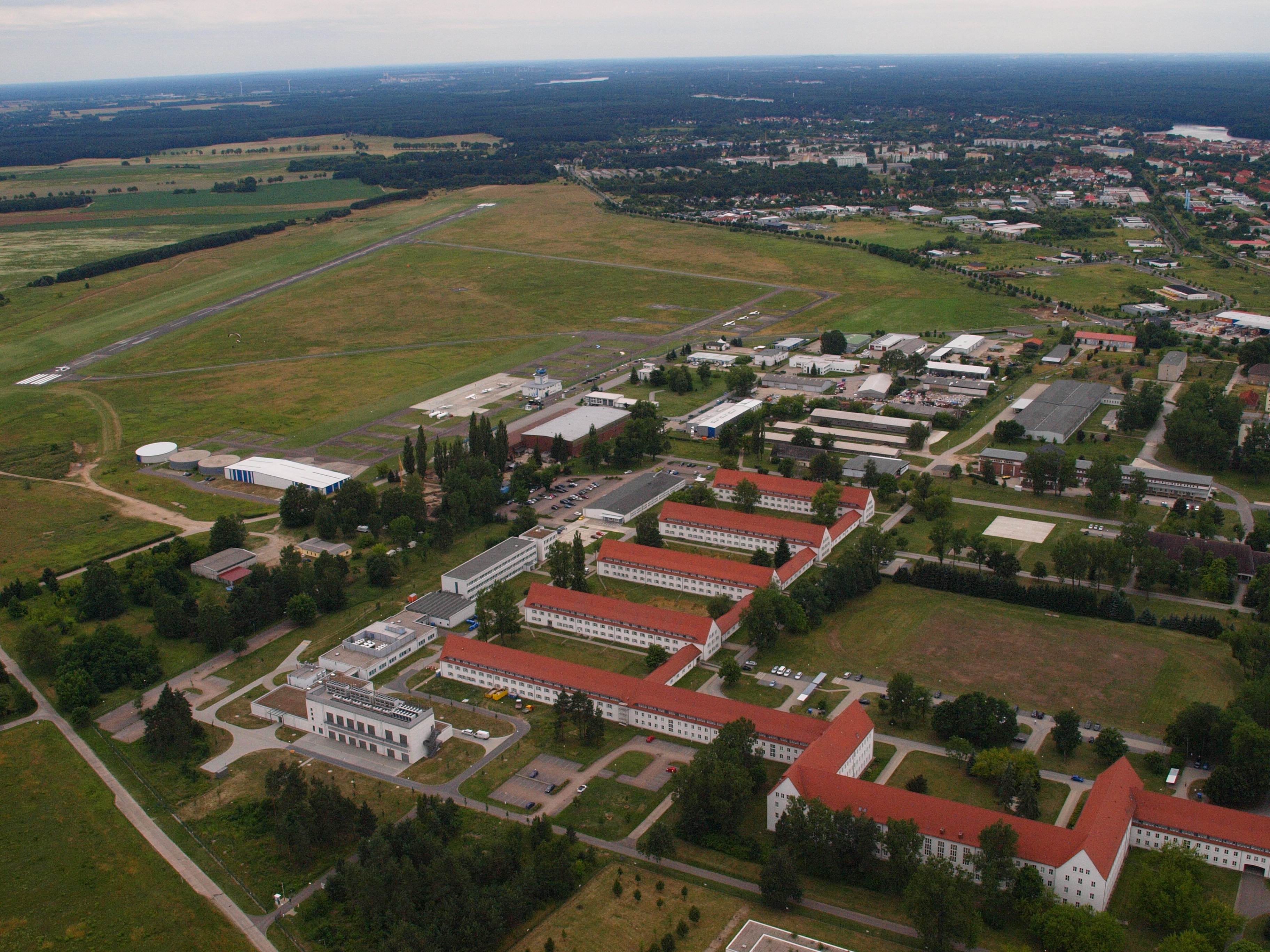
Flygfältet och Strutzberg-kasernområdet norr om staden.

Strausberg blev från 1993 en del av den nybildade Landkreis Märkisch-Oderland.  1995 införlivades byarna Hohenstein, Ruhlsdorf und Gladowshöhe med staden.
Efter MfNV:s upplösning och de sovjetiska truppernas uttåg från Strausberg under början av 1990-talet förlades flera enheter från Bundeswehr till staden, bland annat Akademin för information och kommunikation samt flera administrativa enheter inom personaladministration och personalvård.
Stadens centrum och historiska byggnader har sedan 1990-talet genomgått övergripande renovering, och även stadens centrala shoppingstråk, Grosse Strasse, har givits en ansiktslyftning.
Strausbergs flygfält avmilitariserades 1992 och används sedan dess för civilt privat- och sportflyg.  Här invigdes även 2008 ett museum över ortens flyghistoria.

## Befolkningsutveckling
| År   | Invånare |
| ---- | -------- |
| 1875 | 5 880    |
| 1890 | 7 042    |
| 1910 | 8 568    |
| 1925 | 9 686    |
| 1933 | 10 764   |
| 1939 | 12 140   |
| 1946 | 10 154   |
| 1950 | 11 040   |
| 1964 | 18 168   |
| 1971 | 19 905   |

| År   | Invånare |
| ---- | -------- |
| 1981 | 24 917   |
| 1985 | 27 531   |
| 1989 | 28 919   |
| 1990 | 28 977   |
| 1991 | 28 541   |
| 1992 | 28 464   |
| 1993 | 27 987   |
| 1994 | 27 434   |
| 1995 | 27 312   |
| 1996 | 26 864   |

| År   | Invånare |
| ---- | -------- |
| 1997 | 26 616   |
| 1998 | 26 455   |
| 1999 | 26 370   |
| 2000 | 26 221   |
| 2001 | 26 512   |
| 2002 | 26 629   |
| 2003 | 26 644   |
| 2004 | 26 593   |
| 2005 | 26 533   |
| 2006 | 26 402   |

| År   | Invånare |
| ---- | -------- |
| 2007 | 26 347   |
| 2008 | 26 229   |
| 2009 | 26 221   |
| 2010 | 26 206   |
| 2011 | 25 611   |
| 2012 | 25 594   |
| 2013 | 25 744   |
| 2014 | 25 946   |
| 2015 | 26 213   |
| 2016 | 26 387   |

| År   | Invånare |
| ---- | -------- |
| 2017 | 26 522   |
| 2018 | 26 587   |
| 2019 | 26 853   |
| 2020 | 26 939   |

Detaljerade källor anges i Wikimedia Commons..

## Näringsliv

### Offentlig sektor
Stadens viktigaste arbetsgivare är Bundeswehr, med omkring 3000 anställda och 17 olika administrativa enheter.  Antalet anställda i staden planeras genom omstruktureringar minska till omkring 2200.  I staden finns även flera regionala och lokala myndigheter.

### Privat näringsliv
Stadens näringsliv är i övrigt småskaligt och koncentrerat inom tjänste-, hantverks- och handelssektorn.  I anslutning till ortens flygfält finns en fabrik för motoriserat segelflyg, Stemme AG.

## Idrott
Stadens främsta fotbollsklubb är FC Strausberg, som spelar i Oberliga Nordost, 5:e högsta divisionen i Tyskland.

## Kommunikationer

### Spårbunden trafik

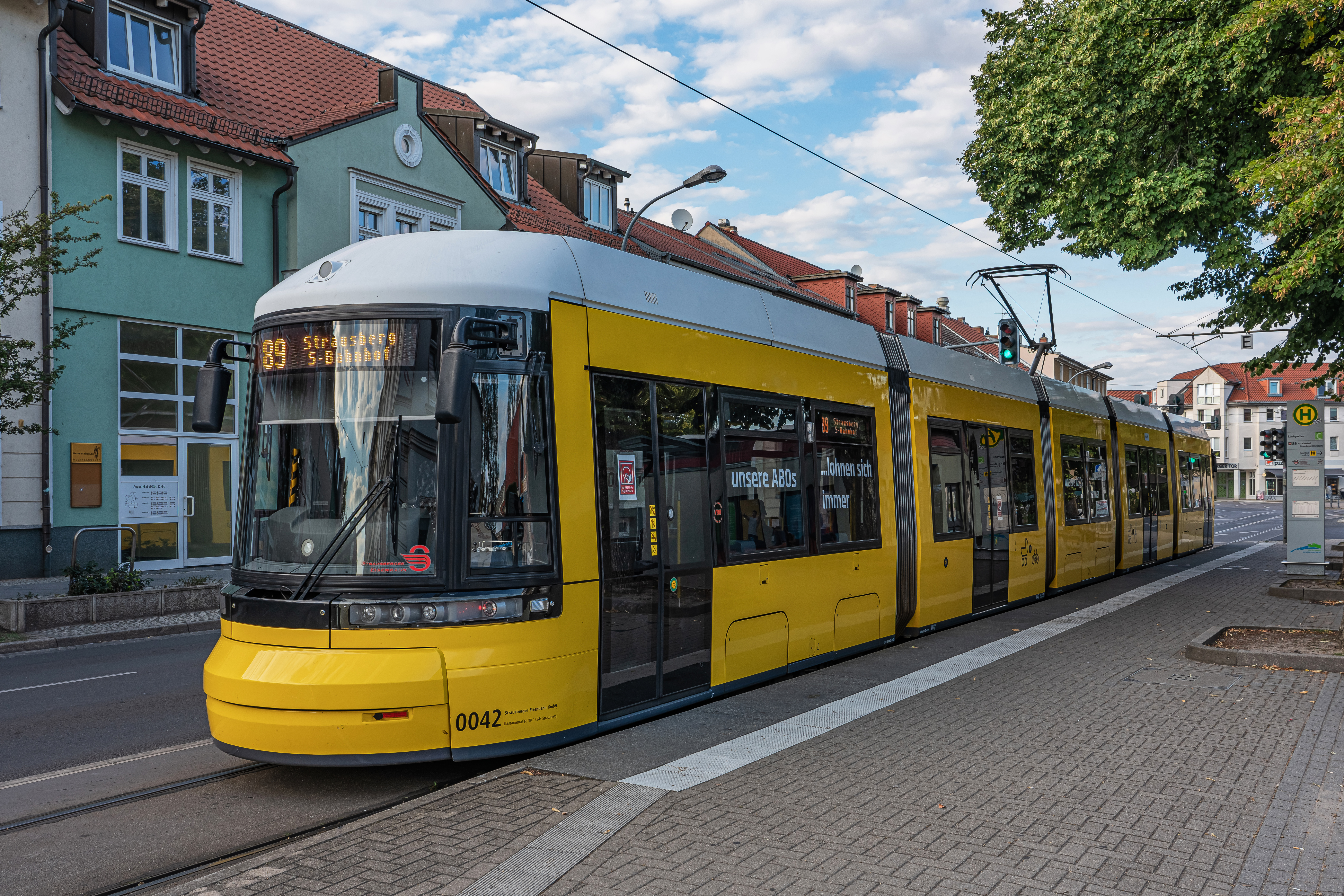
Spårvagn av Flexity-typ i Strausberg, 2022

Strausbergs järnvägsstation, Bahnhof Strausberg, ligger vid järnvägen Berlin - Kostrzyn nad Odrą, omkring 6 km söder om innerstaden.  Stationen trafikeras av regionaltrafik i regi av Niederbarnimer Eisenbahn på linje RB 26 mot Berlin-Lichtenberg och över den polska gränsen till Kostrzyn nad Odrą.
Strausbergs spårväg består av linje 89 och sammanbinder de nordliga delarna av orten och centrum med Strausbergs järnvägsstation söder om staden, med en längd på 6,1 km. Vid Strausbergs station kan man bl.a. byta till Berlins pendeltåg.
Sedan åren 1948-1955, då pendeltågslinjen byggdes ut norrut från Strausbergs station, är Strausberg Nord slutstation för Berlins pendeltåg, linje S5. Andra pendeltågsstationer i Strausberg är Strausberg, Strausberg Hegermühle och Strausberg Stadt.

### Vägar
Inga större federala vägar passerar genom kommunen.  Närmaste motorväg är Berlins ringmotorväg A 10, via avfarterna Berlin-Marzahn eller Berlin-Hellersdorf utanför Berlin.  Förbundsvägar i närområdet är B 1/B 5 (mot Berlin och Müncheberg), B 158 (Berlin-Angermünde) och B 168 (Eberswalde-Cottbus).

## Kända ortsbor
- Andreas Angelus, (1561-1598), präst och historiker.
- Paul Max Bertschy, (1840-1911), arkitekt, verksam i Baltikum.
- Hugo Distler, (1908-1942), kompositör och kyrkomusiker, bosatt i Strausberg från 1940 till sin död 1942.
- Sigmund Jähn, (1937-2019), östtysk kosmonaut och stridspilot, förste tysk i rymden.
- Jonas Kern (född 1946), författare.
- Alexander Seidel (född 1976), countertenor och dirigent.

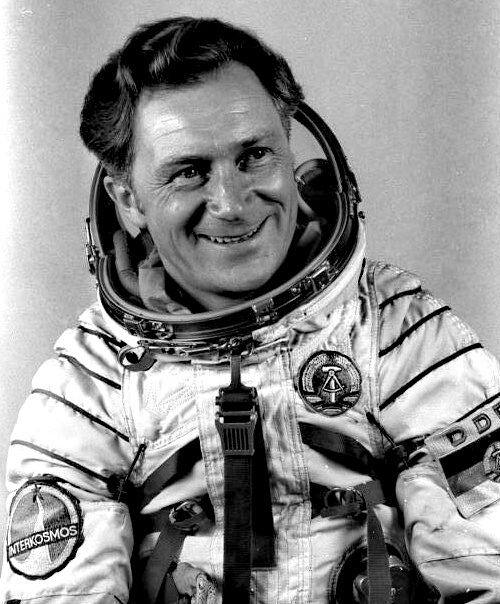
Sigmund Jähn
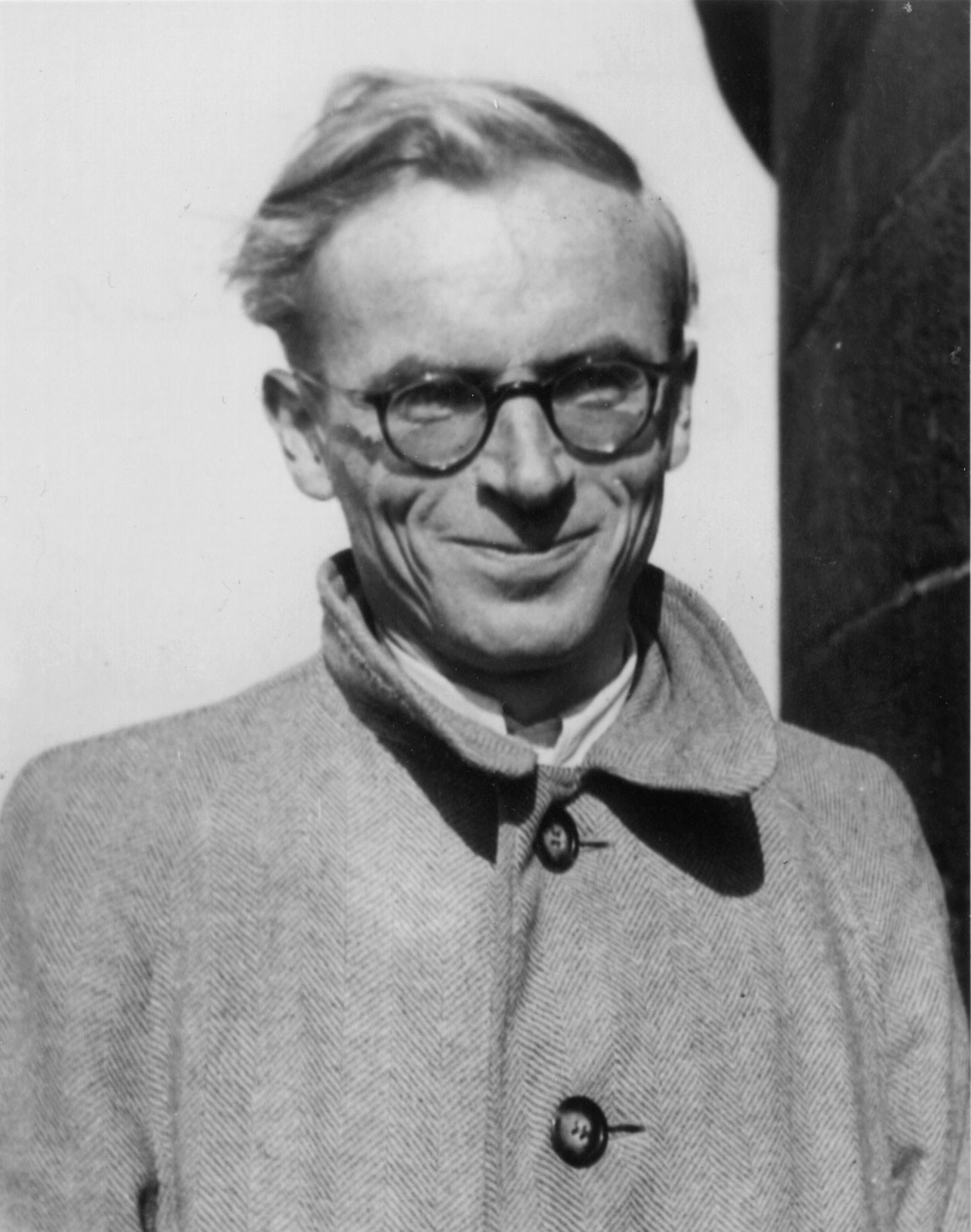
Hugo Distler
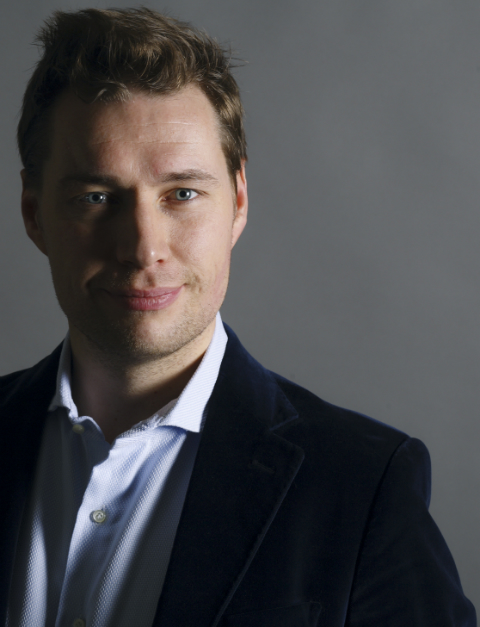
Alexander Seidel

## Vänorter
- Dębno, Polen (sedan 1978)
- Frankenthal, Rheinland-Pfalz, Tyskland (sedan 16 oktober 1990)
- Terezín, Tjeckien (sedan 1998)

## Fotogalleri

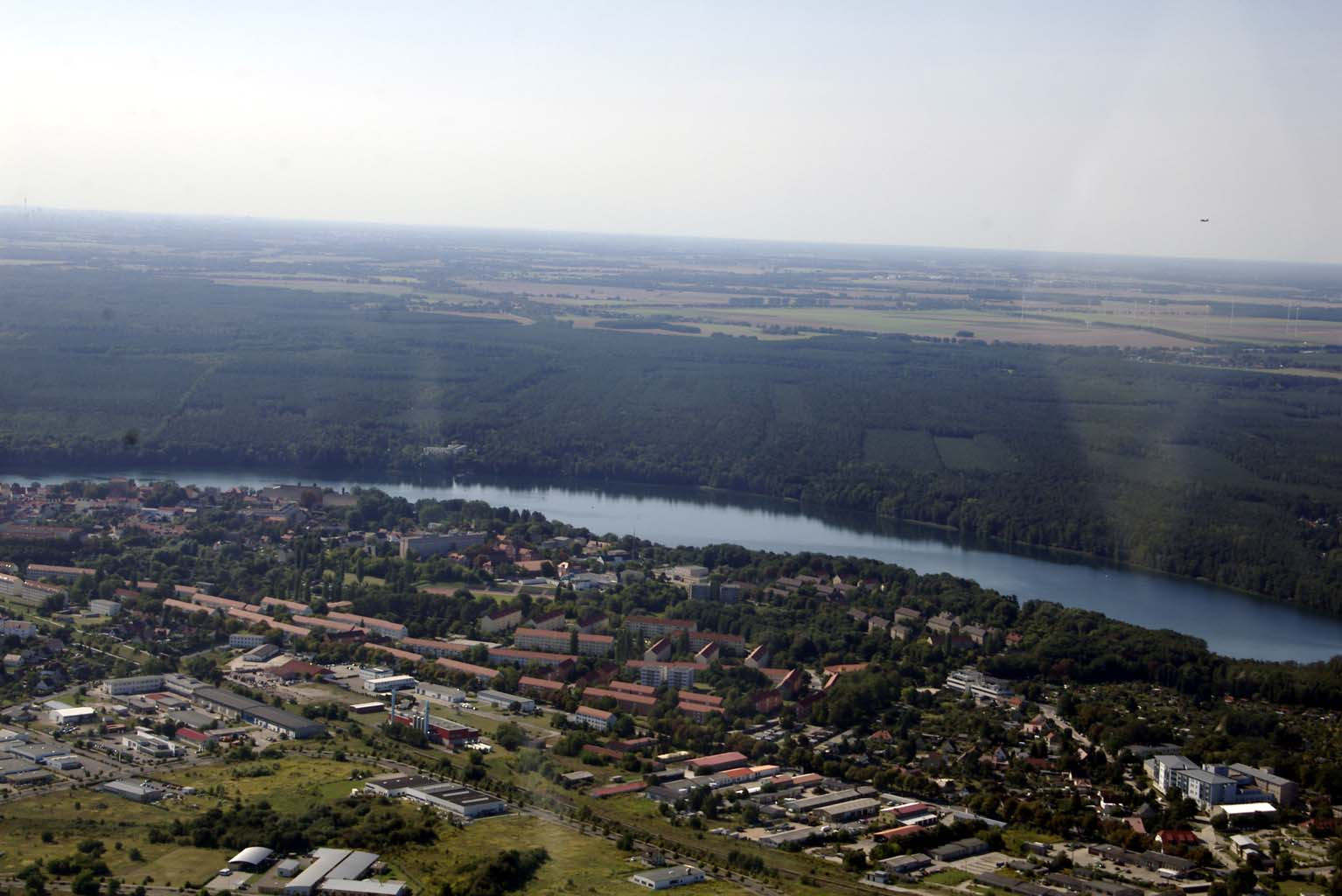
Flygfotografi över Strausberg.
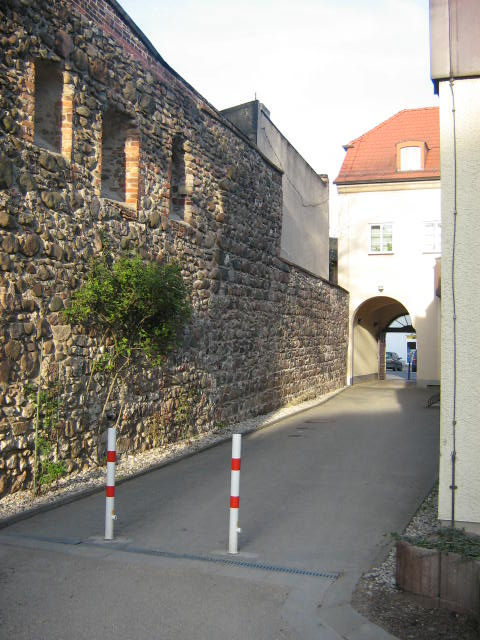
Den medeltida stadsmuren.
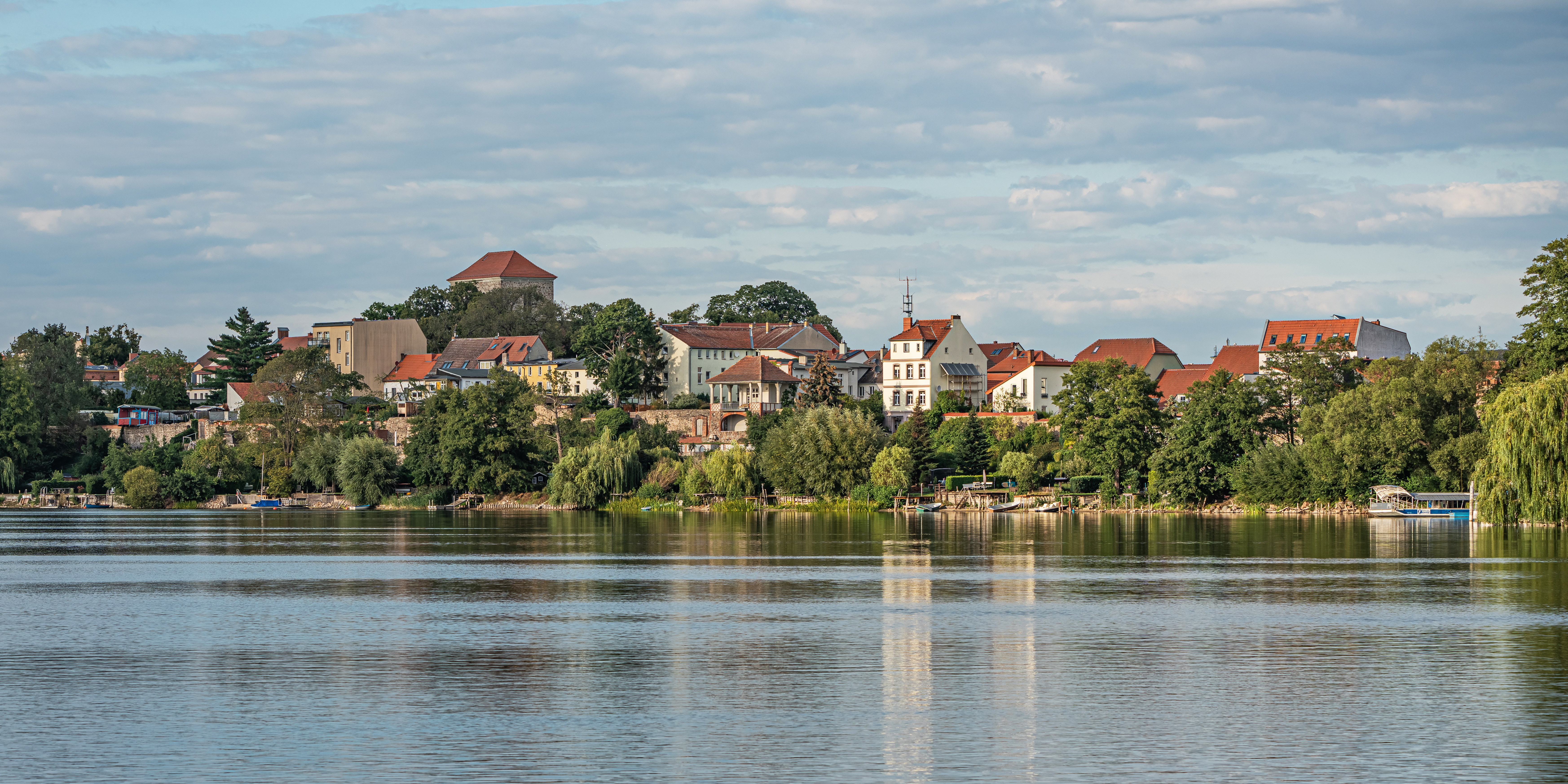
Stadens centrum sett från Straussee.
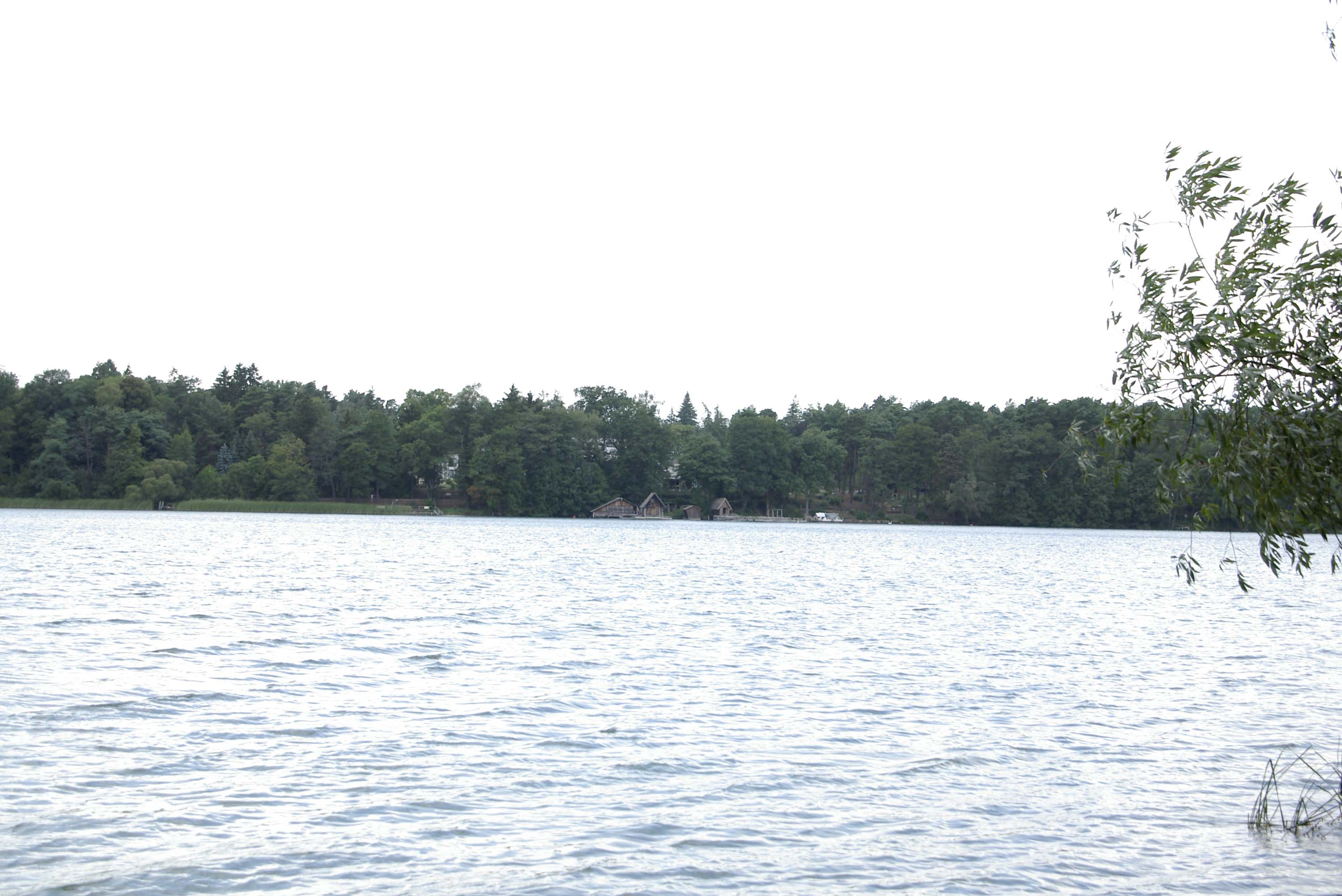
Utsikt över sjön.